# كرنكي ردروث (كورنوال)
كرنكي ردروث (بالإنجليزية: Carnkie, Redruth)‏ هي قرية تقع في المملكة المتحدة في كورنوال.